# Izrael na Letnich Igrzyskach Olimpijskich 2004
Izrael na XXVIII Letnich Igrzyskach Olimpijskich w Atenach reprezentowało 36 sportowców w 13 dyscyplinach. Był to 13 start Izraelczyków na letnich igrzyskach olimpijskich.

## Zdobyte medale
| Medal | Zawodnik     | Dyscyplina sportowa | Konkurencja          |
| ----- | ------------ | ------------------- | -------------------- |
| Złoto | Gal Fridman  | Żeglarstwo          | windsurfing mężczyzn |
| Brąz  | Ariel Ze'evi | Judo                | do 100 kg mężczyzn   |